# Lijst van voetbalinterlands Bulgarije - Kroatië (vrouwen)
Deze lijst van voetbalinterlands is een overzicht van alle officiële voetbalinterlands tussen de nationale vrouwenteams van Bulgarije en Kroatië. De landen hebben tot nu toe twee keer tegen elkaar gespeeld.

## Wedstrijden
| № | Plaats | Datum        | Competitie        | Wedstrijd           | Uitslag |
| - | ------ | ------------ | ----------------- | ------------------- | ------- |
| 1 | Sofia  | 14 juni 2019 | Vriendschappelijk | Bulgarije − Kroatië | 0 − 6   |
| 2 | Sofia  | 17 juni 2019 | Vriendschappelijk | Bulgarije − Kroatië | 1 − 3   |

## Samenvatting
| Competitie        | Totaal gespeeld | Winst Bulgarije | Gelijk | Winst Kroatië | Doelsaldo Bulgarije – Kroatië |
| ----------------- | --------------- | --------------- | ------ | ------------- | ----------------------------- |
| Vriendschappelijk | 2               | 0               | 0      | 2             | 1 − 9                         |
| Totaal            | 2               | 0               | 0      | 2             | 1 − 9                         |